# Vailulu'u
Vailulu'u je masivní podmořský vulkán, nacházející se v jižní části Pacifiku, nedaleko ostrova Ta'u na východním okraji Americké Samoy. Základna převážně čedičové sopky leží v hloubce asi 4200 m, její vrchol je jen 590 metrů pod hladinou moře. Na vrcholu se nachází kaldera o průměru asi 2 km a výškou stěn přes 400 m. Z vrcholu také sbíhají tři riftové zóny, dvě (směrem na východ a západ od vrcholu) kopírující hotspot Samoy, třetí menší se táhne jihovýchodně od vrcholu. Vulkán byl objeven jen v roce 1975, poslední aktivita byla zaznamenána začátkem 21. století.